# Miloš Teodosić
Miloš Teodosić (cyr. Милош Теодосић, ur. 19 marca 1987 w Valjevie) – serbski koszykarz występujący na pozycjach rozgrywającego oraz rzucającego obrońcy, wicemistrz świata oraz Europy, obecnie zawodnik Virtusu Bolonia.
10 lipca 2017 podpisał umowę z Los Angeles Clippers. 7 lutego 2019 opuścił klub.
13 lipca 2019 został zawodnikiem włoskiego Virtusu Bolonia. 8 lipca 2021 przedłużył umowę z klubem. 

## Osiągnięcia
Stan na 9 lipca 2021, na podstawie, o ile nie zaznaczono inaczej.

### Drużynowe
- Mistrz:
  - Euroligi (2016)
  - Zjednoczonej Ligi VTB (2012–2017)
  - Rosji (2012-13)
  - Włoch (2021)
- dwukrotny zdobywca pucharu Grecji (2010-11)
- Wicemistrz Euroligi (2012)[9]
- Brąz Euroligi (2013, 2015, 2017)
- 4. miejsce w Eurolidze (2014)

### Indywidualne
- Zawodnik Roku:
  - FIBA Europa (2010)
  - Euroscar (2016)
- MVP:
  - Euroligi (2010)
  - Eurocup (2020, 2021)
  - play-offs VTB (2014, 2016)
  - finałów ligi włoskiej (2021)
  - pucharu Grecji (2010, 2011)
  - miesiąca:
    - Euroligi (październik 2016)
    - VTB (grudzień 2012)

  - tygodnia:
    - Euroligi (8 – 2012/13, 5 – TOP16 – 2013/14, 9 – 2016/17)
    - VTB (8 – 2012/13)
- Najlepszy młody zawodnik miesiąca VTB (październik 2014)
- Zaliczony do:
  - I składu :
    - Euroligi (2010, 2015, 2016)[10]
    - Eurocup (2021)
    - ligi włoskiej (2020)

  - II składu Euroligi (2012, 2013, 2017)
  - składu dekady Euroligi 2010–2020 (2020)[11]
  - Galerii Sław VTB (2019)[12]
- dwukrotny uczestnik greckiego meczu gwiazd (2010, 2011)
- Lider:
  - Euroligi w asystach (2015, 2017)
  - ligi serbskiej w asystach (2007)

### Reprezentacja

#### Drużynowe
- Wicemistrz:
  - olimpijski (2016)[13]
  - świata (2014)
  - Europy (2009)
- Mistrz Europy:
  - U-16 (2003)
  - U-18 (2005)
  - U-20 (2007)
- Uczestnik:
  - mistrzostw:
    - Europy (2007 – 13. miejsce, 2009, 2011 – 8. miejsce, 2015 – 4. miejsce)
    - świata (2010 – 4. miejsce, 2014)

  - turnieju:
    - FIBA Diamond Ball (2008)
    - London Invitational Tournament (2011 – 4. miejsce)

#### Indywidualne
- MVP mistrzostw Europy U-20
- I skład mistrzostw:
  - świata (2010, 2014)
  - Europy (2009)
  - Europy U–20 (2007)
- Lider Eurobasketu w:
  - asystach: 
    - 2009, 2011
    - U–20 (2007)

  - skuteczności rzutów wolnych (2017 – 94,1%)[14]